# غوين تنيسون
غوين تنيسون (Gwen Tennyson) (اسمها الكامل  غويندلين تنيسون (Gwendolyn Tennyson) هي شخصية خيالية في سلسلة بن 10 للرسوم المتحركة، من إنتاج إستديوهات شركة كرتون نتورك. وصاحبتها هي ابنة عم بن تنيسون، المعروف أيضًا باسم بن 10، بطل السلسلة. لهذا السبب لها حضور في جميع الحلَقات تقريبًا، ولها أهمية في بعض الأحيان كابن عمِّها. وكانت دائمة الشِّجار مع بن، والاختلاف في الرأي. تُعرَف بشخصيتها القوية والذكية كما أنها متعلقة بعالم السحر، وكانت تتعلَّم من كتب السحر لتصبح ساحرةً عظيمة.
وظهرت أيضًا في عدد من ألعاب الفيديو.